# Dekoboko Majo no Oyako Jijō
Dekoboko Majo no Oyako Jijō (でこぼこ魔女の親子事情 lit. Las circunstancias familiares de la bruja desequilibrada?), conocida como The Family Circumstances of the Irregular Witch en inglés, es una serie de manga escrita e ilustrada por Piroya. Originalmente fue un one-shot publicado en el sitio web Comic Meteor de Flex Comix en julio de 2018, antes de ser serializado en el mismo sitio web desde julio de 2019.
Una adaptación a serie de anime producida por el estudio A-Real se emitió entre octubre y diciembre de 2023.

## Sinopsis
Alissa, una bruja de baja estatura que ha estado viviendo sola en el bosque, encontró un bebé humano abandonado en el trayecto. Ella decide criar al bebé y llamarla Viola, pero después de unos 16 años de haberla acogido, Viola había crecido tanto que su estatura la hace ver como una mujer adulta, que tanto la gente de la ciudad cercana como su madre adoptiva malinterpretan su posición familiar.
La historia sigue la inusual vida cotidiana de Alissa, Viola y las personas que las rodean.

## Personajes
Alissa (アリッサ Arissa?)
Seiyū: Aoi Koga
Alissa es una bruja que vive en un bosque que a pesar de verse tan joven, tiene cientos de años en sus espaldas. En una de sus caminatas, encontró abandonado en el bosque a una bebé humana que desprendía de manera inusual grandes cantidades de magia de su cuerpo. Ante la situación, Alissa decide criar a la bebé que encontró en el bosque pasando 16 años desde entonces. Sin embargo de manera inesperada, dicho bebé se desarrolló tan rápidamente que se convirtió en una mujer voluptuosa que da para malos entendidos siendo esta última, Viola .
Viola (ビオラ Biora?)
Seiyū: Nana Mizuki
Viola es la coprotagonista femenina de esta historia. Ella fue una humana que por extrañas circunstancias fue abandonada en el bosque debido a que de su cuerpo emanaba una cantidad inusual de poder mágico. Fue encontrada por Alissa quien decidió hacerse cargo de su cuidado durante los siguientes 16 años. Sin embargo inesperadamente, Viola creció y se desarrolló en una mujer adulta en muy poco tiempo ocasionando que se originen múltiples situaciones a cada cual más hilarante que la anterior debido a la diferencia errónea de edades de ambas chicas.
Fénix (フェニックス Fenikkusu?)
Seiyū: Takaya Hashi
Lyra (リラ Rira?)
Seiyū: Romi Park
Narradora (ナレーション Narēshon?)
Seiyū: Kana Hanazawa
Giriko (ギリコ?)
Seiyū: Yō Taichi
Luna (ルーナ Rūna?)
Seiyū: Akira Sekine
Fennel (フェンネル Fenneru?)
Seiyū: Takayuki Kondo
Grinde (グリンド Gurindo?)
Seiyū: Daisuke Ono

## Medios

### Manga
Escrito e ilustrado por Piroya, Dekoboko Majo no Oyako Jijō fue inicialmente un one-shot publicado en el sitio web Comic Meteor de Flex Comix el 11 de julio de 2018. Comenzó a serializarse en el mismo sitio web el 3 de julio de 2019. Hasta abril de 2023, se han publicado cinco volúmenes tankōbon.

#### Lista de volúmenes
| N.º | Fecha de lanzamiento     | ISBN original          |
| --- | ------------------------ | ---------------------- |
| 1   | 12 de mayo de 2020       | ISBN 978-4-86-675105-4 |
| 2   | 12 de febrero de 2021    | ISBN 978-4-86-675138-2 |
| 3   | 12 de noviembre de 2021  | ISBN 978-4-86-675176-4 |
| 4   | 12 de septiembre de 2022 | ISBN 978-4-86-675239-6 |
| 5   | 12 de abril de 2023      | ISBN 978-4-86-675279-2 |

### Anime
En septiembre de 2022, se anunció que el manga se adaptaría a una serie de televisión de anime. Es producido por A-Real y dirigido por Masahiro Takata, quien también se desempeña como director de sonido, con guiones escritos por Gyro Knuckle, diseños de personajes por Miwa Yoshida y música compuesta por Myu. La serie se estrenará el 1 de octubre de 2023 en Tokyo MX y otras cadenas. El tema de apertura, "Sugar Donuts", es interpretado por Nana Mizuki, mientras que el tema de cierre, "Welcome!", es interpretado por Angela.

## Recepción
En 2020, el manga estuvo entre los 50 nominados a los 6th Next Manga Awards en la categoría web.